# Anyád lehetnék
Az Anyád lehetnék (eredeti cím: I Could Never Be Your Woman) 2007-ben bemutatott amerikai romantikus filmvígjáték, melyet Amy Heckerling írt és rendezett. A főbb szerepekben Michelle Pfeiffer, Paul Rudd, Sarah Alexander, Stacey Dash és Jon Lovitz látható. Az eredeti cím a brit White Town „Your Woman” című számából ered.
A filmet elsőként Spanyolországban mutatták be 2007. május 11-én, Amerikában 2008. február 12-én DVD-n, míg Magyarországra december 6-án érkezett meg.

## Cselekmény
A negyvenöt éves, elvált anya, Rosie forgatókönyvíró és producer. Korával kapcsolatban bizonytalan, ezért kozmetikumokat használ, hogy fenntartsa fiatalságát. Nagyon közel áll tizenhárom éves lányához, Izzie-hez, és még közelebb kerülnek egymáshoz, amikor Izzie belezúg Dylanbe, egy osztálytársába.
Annak ellenére, hogy volt férje sürgette, hogy kezdjen el újra randizni, Rosie egyedülálló. Rosie és David megdöbbenésére főnöke, Marty úgy dönt, hogy a műsoruk nem foglalkozhat kényes témákkal. Rosie ezért úgy dönt, hogy új szereplőt választ a műsorba. Az egyik meghallgatáson megtetszett neki Adam, egy okos és sármos fiatalember, akit egy új, kocka karakterként castingol, hogy belezúgjon az arrogáns és önző főszereplő karakterébe, Briannába. Az új karakter jól vizsgázik, így Rosie meggyőzi Martyt, hogy adjon neki egy esélyt.
Rosie továbbra is tanácsokat ad Izzie-nek Dylanről, miközben a lány beleszeret Adambe, aki azt javasolja, hogy menjenek el egy klubba. Amikor a férfi felveszi a lányt, azonnal kötődik Izzie-hez egy videójátékon keresztül, amit azért játszott, hogy lenyűgözze Dylant. Kifelé menet Rosie azt hazudja, hogy ő 37 éves, míg Adam azt mondja, hogy 32. A lány ideges a korkülönbségük miatt, de amikor a férfi a szórakozóhely táncparkettjére lép, rájön, hogy egyformán szabadszelleműek, és csatlakozik hozzá. Adam autójában csókolózva Rosie bevallja, hogy valójában 40 éves, és megdöbben, amikor Adam bevallja, hogy valójában 29 éves.
Adam biztosítja a lányt, hogy egyáltalán nem érdekli a korkülönbségük, és folytatják a kapcsolatukat. Ennek ellenére Rosie bizonytalansága a kora miatt felszínre tör, amit az Anyatermészettel folytatott belső beszélgetései gerjesztenek, és Adam zavarára közli, hogy nem biztos benne, hogy a kapcsolatuk működni fog.
Közben kapcsolatuk magára vonja Rosie titkárnőjének, Jeannie-nek féltékenységét. A lány szabotálja őket azzal, hogy ellopja Adam ajándékait Rosie-nak, majd a telefonját, amire egy szexi fotót tesz Briannáról, majd Rosie táskájába dobja. Rosie továbbra is ideges, amikor meghallja a felvételt, amelyen Adam Briannával flörtöl. A dolgok még rosszabbra fordulnak, amikor Izzie-nek sikertelen dupla randevúja van Dylannel, és bizonytalanná válik a külseje miatt, ami aggasztja Rosie-t.
Amikor Adam először szerepel a televízióban, azonnal sikert arat, és híres lesz. Ez ahhoz vezet, hogy Rosie még jobban elbizonytalanodik, és aggódik, hogy a férfi kihasználja a hírnevét, és fiatalabb nők után kezd nézni. A dolgok még rosszabbra fordulnak, amikor a műsort váratlanul leállítják. Nem sokkal később Adam szerepet kap egy készülő szitkomban, és Rosie megdöbbenve fedezi fel az Adamnek küldött gyorshajtási cédulát, amelyen egy autóban ül Briannával. Az amúgy is rosszkedvű Rosie szidja Izzie-t, amikor egy véletlen találkozás során a barátjával, Henry Winklerrel elárulja, hogy Izzie és a barátnője tréfásan felhívtak néhány hírességet a telefonkönyvéből.
Rosie szembesíti Adamot a róla és Briannáról készült fotóval, és a férfi megdöbben, hiszen még soha nem ültek együtt autóban. A nő dühösen szakít vele. Ennek ellenére Adam számos kísérletet tesz a kibékülésre, többek között addig nem hajlandó forgatni az új szitkomot, amit felajánlottak neki, amíg a lányt nem nevezik ki társproducernek. Eközben Rosie átnézi a régi műsorának bakiparádéját, és rájön, hogy azt abban az időben forgatták, amikor a gyorshajtásért kapott bírság szerint Adam Briannával vezetett, és arra következtet, hogy Jeannie áll a dolog mögött.
Miközben Rosie szembesíti Jeannie-t, Marty telefonál, hogy munkát ajánljon neki Adam sziktomjában. A nő arcon vágja Jeannie-t, amitől az könnyekbe lábad. Ezután kibékül Adammel. Később az iskolai tehetségkutatón látja, hogy Izzie végre megnyerte magának Dylant, és végignézi, ahogy csókolóznak. Az anyatermészet emlékezteti őt, hogy az öregedéssel utat enged egy Izzie-hez hasonló lánynak, aki a helyére lép.

## Szereplők
| Színész           | Szerep                       | Magyar hang        | Magyar hang        |
| Színész           | Szerep                       | 1. változat (2007) | 2. változat (2023) |
| ----------------- | ---------------------------- | ------------------ | ------------------ |
| Michelle Pfeiffer | Rosie Hanson, anya           | Kovács Nóra        | Kovács Nóra        |
| Paul Rudd         | Adam Pearl, Rosie szerelme   | Széles Tamás       | Széles Tamás       |
| Saoirse Ronan     | Izzie Mensforth, Rosie lánya | Kántor Kitty       | Hegedűs Johanna    |
| Tracey Ullman     | Az Anyatermészet             | Kocsis Mariann     | Németh Kriszta     |
| Jon Lovitz        | Nathan Mensforth             | Bácskai János      | Háda János         |
| Sarah Alexander   | Jeannie                      | F. Nagy Erika      | Kiss Virág         |
| Fred Willard      | Marty Watkin                 | Szersén Gyula      | Várkonyi András    |
| Stacey Dash       | Brianna Minx                 | Zsigmond Tamara    | Solecki Janka      |
| Yasmin Paige      | Melanie                      | Talmács Márta      |                    |
| O. T. Fagbenle    | Sean                         |                    |                    |
| Twink Caplan      | Sissy                        |                    |                    |
| Henry Winkler     | önmaga                       | Rosta Sándor       | Bartók László      |
| Rory Copus        | Dylan                        |                    |                    |

### Magyar változat

#### 1. változat
- Bemondó: Bozai József
- Magyar szöveg: Baán Szilvia
- Hangmérnök és vágó: Kiss István
- Gyártásvezető: Czobor Éva
- Szinkronrendező: Ambrus Zsuzsa

A szinkront a MAHIR Szinkron Kft. készítette el.

#### 2. változat
- Bemondó: Schmidt Andrea
- Magyar szöveg: Baán Szilvia
- Hangmérnök és vágó: Hajas Gábor
- Gyártásvezető: Molnár Magdolna
- Szinkronrendező: Gaál Erika
- Produkciós vezető: Legény Judit

A szinkront a Labor Film Szinkronstúdió készítette el.

## Forgatási helyszínek
A film több jelenetét is a Westridge lányiskolában vették fel Pasadenában, Kalifornia államban. Los Angelesen kívül a stáb a brit fővárosban is rögzített felvételeket.